# 이리나 고두노바
이리나 페오도로브나 고두노바 알렉산드라(Ирина Фёдоровна, 1557년 11월 23일 ~ 1603년 10월 29일)는 루스 차르국 군주 표도르 1세의 황후로, 루스 차르국의 섭정이나 임시 여군주를 지내기도 했다.